# Phemelo Matshaba
Phemelo Matshaba (* 12. April 2005) ist eine südafrikanische Leichtathletin, die sich auf den Hindernislauf spezialisiert hat.

## Sportliche Laufbahn
Erste internationale Erfahrungen sammelte Phemelo Matshaba bei den Crosslauf-Weltmeisterschaften 2023 in Bathurst, bei denen sie nach 25:54 min auf dem 47. Platz im U20-Rennen einlief. Anfang Mai gewann sie dann bei den U20-Afrikameisterschaften in Ndola in 13:00,20 min die Silbermedaille über 3000 m Hindernis.
2023 wurde Matshaba südafrikanische Meisterin über 3000 m Hindernis.

## Persönliche Bestleistungen
- 3000 Meter: 10:05,13 min, 10. März 2023 in Pretoria
- 3000 m Hindernis: 11:02,53 min, 31. März 2023 in Potchefstroom